# Кан, Илья Леопольдович
Илья́ Леопо́льдович Кан (1913—1980) — советский журналист, заслуженный работник культуры Карельской АССР (1969) и РСФСР (1973), один из основателей карельского телевидения.

## Биография
Родился в семье фармацевта.
С 1930 г. работал рабочим на складах Бадаева в г. Ленинграде, с 1931 г. — техник радиоцентра, токарь Ленинградского металлического завода.
С 1932 г. — литсотрудник ленинградской «Вечерней Красной газеты».
После окончания Коммунистического института журналистики им. Воровского в 1930 г. направлен в петрозаводскую газету «Красная Карелия», с 1934 г. собственный корреспондент по АКССР газеты «Известия ЦИК СССР». С 1939 по 1941 гг. работал в Ленинградском радиокомитете.
В Великую Отечественную войну — ответственный редактор дивизионных газет «За Советскую Родину» и др. Сталинградского, Брянского, Центрального фронтов, майор, был ранен, с 1944 г. на 2-м Белорусском фронте был заместителем начальника полевого подвижного госпиталя по политчасти. Награжден орденами Красной Звезды и Отечественной войны II степени, медалями «За победу над Германией в Великой Отечественной войне 1941—1945 гг.», «За освобождение Варшавы», «20-летие Победы в Великой Отечественной войне», грамотами Президиума Верховного Совета Карельской АССР (1957, 1963).
С 1946 г. И. Л. Кан работал заведующим отделом газеты «Вечерний Ленинград», с 1949 г. — ответственный секретарь газеты «Ленинское знамя». В 1950 г. окончил Всесоюзный заочный юридический университет.
В апреле 1959 г. Кан стал первым директором Петрозаводской телевизионной студии, с 1961 г. — её главным редактором.
В 2019 г. парк на территории ГТРК «Карелия» назван в его честь Канским

## Список книг
- Кан И. Л. Герой Социалистического Труда А. О. Дубровский : [Пред. колхоза им. Тельмана, Сортавальского района]. — Петрозаводск : Госиздат Карел. АССР, 1958. — 30 с. ; 20 см
- Каменир И. Т. Кан И. Л. Завтра нашего города. — Петрозаводск: Госиздат Карельской АССР, 1959
- Советская Карелия: К 40-летию Великой Октябрьской соц. революции. Фотоочерк / [Текст И. Л. Кана]. — Петрозаводск : Госиздат Карел. АССР, 1957. — [175] с.
- Кан И. Л. За высокую продуктивность животноводства : из опыта работы молочно-товарной фермы колхоза им. Молотова, Сортавальского района / И. Л. Кан; [ред. П. В. Смородов]. — Петрозаводск : Госиздат Карельской АССР, 1956. — 16 с. : ил. ; 20 см. — (Передовики сельского хозяйства Карелии)
- Тяглов А. Т. Записки агронома / А. Т. Тяглов ; Литпомощь И. Л. Кана. — Петрозаводск : Карелия, 1981. — 88 с. : портр. ; 17 см